# 岩井一隆
岩井 一隆（いわい かずたか、1971年12月 - ）は、株式会社a.s.i.代表取締役。10分間カット店 QB House（キュービーハウス）を展開するキュービーネット株式会社の前社長。鹿児島県出身。

## 経歴
- 県立甲南高校を卒業後、一橋大学経済学部に進学。高校・大学時代は体育会ラグビー部に所属。
- 1995年3月に一橋大学を卒業。同年4月に株式会社日本債券信用銀行（現あおぞら銀行）に入行し、ベンチャー企業等への投融資業務を担当。その当時にQB Houseを知り、同社への投融資を実行。当時の同社経営陣の知遇を得る。
- 日債銀の国有化後は、ベンチャー企業数社を経て2001年11月に同社に入社する。経営企画室長、海外事業担当執行役員を経て、2004年12月に代表取締役社長に就任。
- 2009年12月に同社を退社。
- 2010年1月、「世界最高水準にある日本の理美容を世界に、特にアジアに広める」ことを目的としてシンガポールにて起業。
- MJ TOKYO Holdings Pte. Lte. 社 CEOとしてシンガポールに在住していた。
- 2020年1月、東京都文京区を中心に店舗展開している美容室、株式会社a.s.i.の代表取締役に就任。

| スタブアイコン | サブスタブ | この項目は、まだ閲覧者の調べものの参照としては役立たない、人物に関連した書きかけの項目です。この項目を加筆・訂正などしてくださる協力者を求めています（P:人物伝/PJ:人物伝）。 |